# Pożar w studiu Kyoto Animation

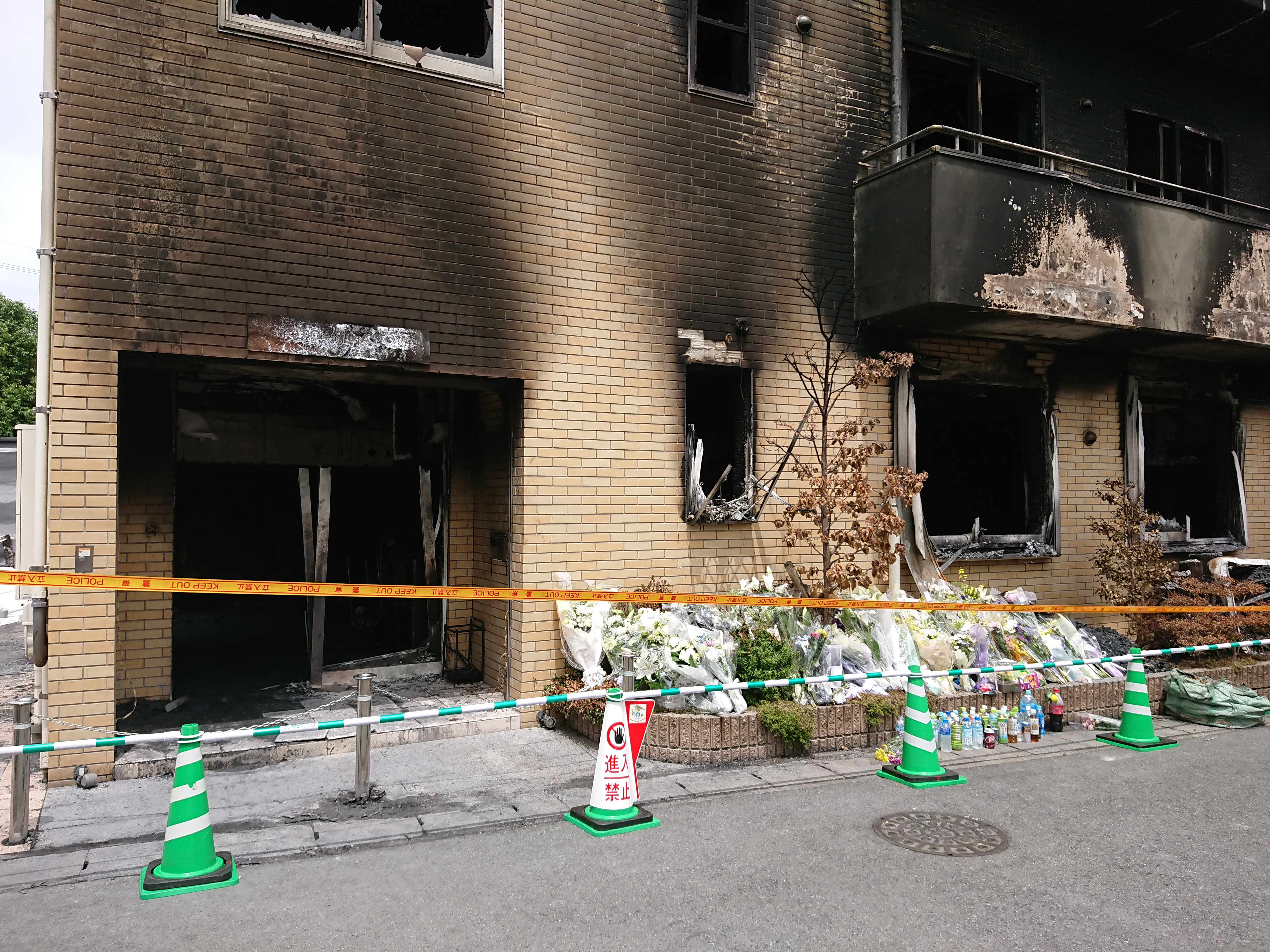
Kwiaty przed wejściem do studia

Pożar w studiu Kyoto Animation – umyślnie spowodowany pożar, do którego doszło 18 lipca 2019 roku w znajdującym się w Kioto budynku studia Kyoto Animation, japońskiej firmy zajmującej się produkcją anime. W jego wyniku śmierć poniosło 36 osób, a 33 zostały ranne. Atak ten określono w mediach jako największe masowe morderstwo w Japonii po zakończeniu II wojny światowej.

## Tło zdarzenia
Kyoto Animation to założone w 1981 roku jedno z najbardziej dochodowych studiów animacyjnych w Japonii, znane z wyprodukowania takich seriali anime jak K-On! i Clannad. Pracownie firmy znajdują się w kilku lokalizacjach: Studio 1 w dzielnicy Fushimi w Kioto, siedziba firmy i Studio 2 w sąsiadującym z Kioto mieście Uji oraz biuro w Tokio. Studio 1 to 2-piętrowy budynek o łącznej powierzchni 690 m². Aby wejść do środka zwykle potrzebna była karta dostępu, jednak w dniu pożaru w studiu odbywało się spotkanie z osobami z zewnątrz i system bezpieczeństwa był wyłączony.
Według prezesa Kyoto Animation, Hideakiego Hatty, na adres e-mail firmy od kilku lat przysyłane były anonimowe wiadomości zawierające krytykę, a także groźby śmierci wobec pracowników.

## Pożar
Pożar wybuchł około godziny 10:30 i został spowodowany przez 41-letniego Shinji Aobę. Do ataku sprawca użył 40 litrów benzyny, którą przewiózł w dwóch kanistrach na wózku transportowym po zakupieniu jej na stacji benzynowej oddalonej 500 metrów od studia. W plecaku miał także noże oraz młotek. Po wejściu do środka mężczyzna podpalił na parterze benzynę, krzycząc przy tym „Gińcie!” (jap. 死ね! Shine!). Według relacji świadków w budynku nastąpiła eksplozja.
Sprawca uciekł z miejsca zdarzenia z poparzonym ciałem i był goniony przez jednego z pracowników Kyoto Animation. Po przebiegnięciu ok. 100 metrów upadł na ulicy, gdzie znalazła go policja.
W chwili zdarzenia w studiu przebywały 74 osoby, głównie pracownicy studia animacji, z których tylko 6 nie odniosło żadnych obrażeń. Do szpitala zabrano 36 osób (w tym podpalacza) z różnymi stopniami oparzeń, z których dwie zmarły po kilku dniach.
Pożar szybko rozprzestrzenił się na kolejne kondygnacje wzdłuż łączących je spiralnych schodów. Straż pożarna ogłosiła opanowanie pożaru o godzinie 15:19, a jego całkowite ugaszenie potwierdzono o 6:20 następnego dnia. Strażacy znaleźli 2 ciała na parterze budynku, 11 na pierwszym piętrze, 1 na schodach między pierwszym a drugim piętrem i 19 stłoczonych na schodach prowadzących na dach. Według raportu policji dym rozprzestrzenił się wewnątrz tak szybko, że osobom w budynku nie udało się na czas otworzyć drzwi na dach, mimo że nie były zamknięte na klucz. Sposób otwierania tych drzwi był jednak nietypowy i wymagał jednoczesnego naciśnięcia dwóch klamek. Sekcja zwłok 34 ofiar śmiertelnych wykazała, że 27 osób zginęło w wyniku działania płomieni, 4 zatruły się tlenkiem węgla, 2 się udusiły, a w 1 przypadku nie udało się określić przyczyny śmierci.

## Sprawca
Podpalacz z poważnymi oparzeniami został przetransportowany do szpitala. Przyznał się do dokonania podpalenia.
Policja ustaliła, że jest to Shinji Aoba (jap. 青葉 真司 Aoba Shinji) i nie był nigdy pracownikiem Kyoto Animation. Mężczyzna urodził się 16 maja 1978 roku w Urawie. Był on wcześniej karany w 2012 roku, kiedy dokonał napaści z nożem na sklep w Bandō, za co został skazany na 3,5 roku więzienia. Po odbyciu wyroku przystąpił do programu reintegracji dla byłych więźniów z zaburzeniami psychicznymi.
Aoba był bezrobotny, wcześniej wielokrotnie zmieniał pracę i miał problemy finansowe. Miesiąc przed podpaleniem studia animacji planował atak na stację kolejową na północ od Tokio. Według sędziego Keisuke Masudy Aoba podejmował próby zostania powieściopisarzem, ale nie odniósł sukcesu, co skłoniło go do szukania zemsty. Aoba twierdził przed sądem, że Kyoto Animation splagiatowało jego powieść, którą zgłosił w ramach konkursu literackiego zorganizowanego przez studio. Podczas rozprawy 6 grudnia 2023 roku po raz pierwszy przeprosił rodziny ofiar, jednak nadal utrzymywał, że firma skopiowała jego powieść. Obrońcy oskarżonego wnosili o uniewinnienie lub łagodniejszy wyrok, argumentując, że Aoba miał zaburzenia psychiczne i urojenia.
25 stycznia 2024 roku sąd w Kioto skazał Shinji Aobę na karę śmierci. Przewodniczący składu orzekającego stwierdził, że sprawca w momencie popełnienia przestępstwa był poczytalny i samodzielnie wybrał sposób postępowania. Sędzia przyznał, że Aoba cierpiał na zaburzenia urojeniowe, ale nie miało to wpływu na jego zachowanie.